# Lục quân Nội Mông
Quân đội Nội Mông được thành lập vào năm 1929 bởi Đức vương Demchugdongrub với khoảng 900 lính bảo vệ sau này trở thành quân đội của Mông Cương. Mặc dù ban đầu chỉ được trang bị vài khẩu súng trường từ kho vũ khí Mãn Châu do Trương Học Lương tặng. Lực lượng trở nên phát triển nhờ các cố vấn Nhật Bản. Sau đó được nâng lên thành 9 Sư đoàn (trong đó 8 sư đoàn kỵ binh) với khoảng 10000 quân.Năm 1936 tham gia vào chiến dịch Tuy Viễn với sự hỗ trợ từ quân đội Mãn Châu tại Nhiệt Hà do Lý Thủ Tín, quân Mông Cổ tại Sát Cáp Nhĩ và Tuy Viễn và lính đào ngũ Trung Quốc. Vương Anh dẫn 6000 quân thuộc 4 lữ đoàn Đại Hán nghĩa quân.
Sau thất bại tại Tuy Viễn, quân đổi được cải tổ lại thành 8 sư đoàn cỡ nhỏ kỵ binh với khoảng 20000 quân, tham gia cùng với quân đội Nhật Bản chiếm Tuy Viễn năm 1937. Sau đó là tham gia Trận Thái Nguyên.

## Cấp bậc
|                                                   | Cấp bậc                                                 | Cầu vai |
| cấp Tướng tiếng Trung: 将官; Hán-Việt: tướng quan | Đại tướng tiếng Trung: 上将; Hán-Việt: Thượng tướng     |         |
| cấp Tướng tiếng Trung: 将官; Hán-Việt: tướng quan | Trung tướng tiếng Trung: 中将                           |         |
| cấp Tướng tiếng Trung: 将官; Hán-Việt: tướng quan | Thiếu tướng tiếng Trung: 少将                           |         |
| cấp Tá tiếng Trung: 校官; Hán-Việt: hiệu quan     | Đại tá tiếng Trung: 上校; Hán-Việt: thượng hiệu         |         |
| cấp Tá tiếng Trung: 校官; Hán-Việt: hiệu quan     | Trung tá tiếng Trung: 中校; Hán-Việt: trung hiệu        |         |
| cấp Tá tiếng Trung: 校官; Hán-Việt: hiệu quan     | Thiếu tá tiếng Trung: 少校; Hán-Việt: thiếu hiệu        |         |
| cấp Úy tiếng Trung: 尉官; Hán-Việt: úy quan       | Đại úy tiếng Trung: 上尉; Hán-Việt: thượng úy           |         |
| cấp Úy tiếng Trung: 尉官; Hán-Việt: úy quan       | Trung úy tiếng Trung: 中尉                              |         |
| cấp Úy tiếng Trung: 尉官; Hán-Việt: úy quan       | Thiếu úy tiếng Trung: 少尉                              |         |
| Chuẩn sĩ quan tiếng Trung: 准士官                 | Chuẩn úy tiếng Trung: 准尉                              |         |
| Phó sĩ quan tiếng Trung: 副士官                   | Thượng sĩ tiếng Trung: 上士                             |         |
| Phó sĩ quan tiếng Trung: 副士官                   | Trung sĩ tiếng Trung: 中士                              |         |
| Phó sĩ quan tiếng Trung: 副士官                   | Hạ sĩ tiếng Trung: 下士                                 |         |
| Binh tiếng Trung: 兵                              | Thượng đẳng binh tiếng Trung: 上等兵                    |         |
| Binh tiếng Trung: 兵                              | Binh nhất tiếng Trung: 一等兵; Hán-Việt: nhất đẳng binh |         |
| Binh tiếng Trung: 兵                              | Binh nhì tiếng Trung: 二等兵; Hán-Việt: nhị đẳng binh   |         |